# Huelga de actores en España de 1975
La huelga de actores en España de 1975 fue la primera acción importante de ese colectivo teatral que reivindicó en España la reducción de la jornada laboral para los actores, un conflicto que sintetizó la significación política con la propuesta de una postura laboral democrática. Se inició el 4 de febrero de 1975 y culminó el día 12, tras una 'semana caliente' y las detenciones de varios de los participantes, algunos de ellos componentes de los comités de la mesa de negociación. El paro laboral de los actores fue apoyado por directores de escena y autores dramáticos (que prohibieron de manera expresa que se representen sus obras), la escuela de arte dramático, y numerosos artistas plásticos, entre otros colectivos relacionados. Fueron suspendidos los ensayos e interrumpidas las representaciones, en muchos casos entre el aplauso del público al explicárseles los motivos de la interrupción. Asimismo se suspendieron los rodajes de cine y televisión, y la actividad en los estudios de doblaje. Ha quedado registrada como “la primera huelga de actores de la Historia de España”.

## Historia

### Antecedentes
En los estertores del franquismo, la profesión de actor quedaba sujeta a la ordenanza laboral aprobada en 1972, y cuyos compromisos, en opinión de los actores, se violaban de forma sistemática por parte de los empresarios de los teatros. Ese incumplimiento daría pie a una serie de reclamaciones que se estructuraron en forma de conflicto colectivo que forzara a negociar un convenio nuevo a partir de las reclamaciones del sector laboral en Madrid. A comienzos de enero de 1972, estando representándose en el Teatro Lara de Madrid la obra de Buero Vallejo La llegada de los dioses, los dos actores principales, Concha Velasco y Juan Diego, solicitaron un día de libranza semanal, solicitud que planteada en forma de exigencia, supuso su inmediato despido.
El 16 de diciembre de 1974, apenas mes y medio antes de la huelga, una asamblea de actores se reunió para proponer un conflicto colectivo, entre cuyas reivindicaciones estaban el pago de los ensayos, un día de descanso a la semana o la función única. La asamblea nombró como representantes en la negociación a José María Escuer, Jesús Sastre, Alberto Alonso, Gloria Berrocal, Lola Gaos, Vicente Cuesta, Juan Margallo, Luis Prendes (más tarde sustituido por Germán Cobos), Jaime Blanch, Pedro del Río y José María Rodero, la luego llamada “comisión de los once”. Este procedimiento de negociación subvertía la figura del Sindicato Nacional del Espectáculo, presidido por el escritor Jaime Campmany.
Consumidas las negociaciones a través de los organismos gubernamentales vigentes en aquel momento, con los propietarios, empresarios y productores teatrales, sin llegar a un acuerdo, la asamblea votó ir a la huelga.

### La huelga
El día 4 de febrero, quince teatros madrileños, ante la negativa de los actores a salir a escena ya en la sesión de tarde, se vieron obligados a colocar la siguiente advertencia en sus taquillas: «Por incomparecencia de los actores, se lamenta informar que la sesión de hoy queda suspendida». Esa misma mañana del 4 de febrero una comisión representativa de los actores –aproximadamente 2700 en Madrid, cifra que incluía desde los miembros de los grupos de teatro independiente hasta las compañías de revista– solicitó entrevistarse con el ministro de Relaciones Sindicales, Alejandro Fernández Sordo. Para la sesión de noche, el número de salas en huelga se convirtió en veintiuna, quedando implicadas así todas las salas importantes de la capital (es decir, la totalidad de los teatros de la capital del España a excepción del Alcázar, La Latina y el café teatro La Fontana), además de los circos, los tablaos y las salas de arte. El día 6, todo el teatro en Barcelona se unió a la huelga. A estas iniciativas locales se sumaron luego los cuadros de actores de Televisión Española (considérese que en esos años TVE era la única cadena que existía en España) y diversos teatros en otras capitales y localidades del país. También se solidarizaron de forma testimonial con un escrito de adhesión los presos sindicalistas del «proceso 1001», que se enfrentaban a penas de treinta años de cárcel por subversión.
Entre los representantes de los comités de coordinación de las diferentes ramas o géneros teatrales estuvieron Lina Morgan y Juanito Navarro, al frente de la comisión del sector lírico, así como Simón Cabido y Paco Algora, representando a los cafés-teatro.

### Las represalias de la patronal
En su cuarto día, la huelga se había extendido a otras ciudades españolas. También se recibieron en la Asamblea comunicados de solidaridad de asociaciones profesionales de treinta y ocho países (los sindicatos de actores italianos y franceses enviaron sobres de ayuda económica en socorro de los actores madrileños), o telegramas personales como el del realizador italiano Bernardo Bertolucci. La patronal inició sus movimientos de represalia; y así, en la sala Pasapoga fueron despedidos la pareja cómica Eugenia Roca y Juanito Navarro. "Poco antes de las siete de la tarde del sábado ocho de febrero" son detenidos durante una reunión informativa en el Teatro Bellas Artes varios miembros de los comités de huelga, entre ellos José Carlos Plaza, Yolanda Monreal, Tina Sainz y Antonio Malonda, que tras ser acusados de “piquetes violentos” serían encarcelados.

### Las detenciones
Los detenidos y encarcelados fueron: Aurora Bautista, Antonio Malonda Sánchez (42 años); Yolanda Monreal Cartón (de 38); María Fernanda Agustina Sainz Rubio (de 33); José Carlos Plaza Galán (de 32); María Enriqueta Carballeira Troteaga (de 31); María de los Ángeles Heras Ortiz (de 30); Flora María Álvaro Puig (de 26); y Pedro María Sánchez Tercero (de 21 años). Plaza y Malonda fueron ingresados en la cárcel de Carabanchel y las actrices Tina Sainz y Yolanda Monreal, en la de Yeserías. Se les acusó de pertenecer al FRAP (Frente Revolucionario Antifascista y Patriota) y en el caso de Monreal y Malonda —pareja en la vida diaria— se les relacionó con el atentado perpetrado por ETA cuatro meses antes en la madrileña calle del Correo.
La eficaz intervención de una comisión de actores y autores, en la que se contaban Adolfo Marsillach y Fernando Fernán Gómez, consiguió que la medida, que había trascendido de coactiva a agresiva, se resolviera poniendo en libertad a los detenidos a cambio del cese de la huelga. Ello no impediría que a los detenidos se les impusiesen las correspondientes multas, según aplicación de la Ley de Orden Público entonces vigente. Dichas multas, que serían abonadas colectivamente tras una recaudación, fueron de:
- 500.000 pesetas (3000 euros) a Antonio Malonda, Yolanda Monreal, Tina Saiz y José Carlos Plaza.
- 250.000 pesetas (2700 euros) a Enriqueta Carballeira.
- 200.000 pesetas (1200 euros) a Rocío Dúrcal (no llegó a ser encarcelada por la intercesión de Lola Flores en la DGS, en la Puerta del Sol).[11]
- 100.000 pesetas (600 euros) a Flora María Álvaro Puig y Pedro Mari Sánchez.[12][10]

### Desenlace
La huelga se cerró el día jueves 13 de febrero, con el velo de una indeseada derrota profesional y el consuelo de una mediana victoria política, la demostración de unidad entre los profesionales de las artes escénicas para mejorar sus derechos y compromisos. Aunque su aplicación tardaría en cumplirse, se aceptaron las propuestas para cobrar los ensayos y los desplazamientos a lugares diferentes del origen de la compañía y se consiguió la “soñada función única” (en vez de las dos diarias y tres los fines de semana). El gran error fue meter en el mismo bando de los enemigos a los dueños-empresarios con los actores-empresarios (que eran los que a la postre les daban el trabajo a los actores). La brecha abierta tardaría varios años en cerrarse y muchos de los actores más directamente implicados tuvieron que jugar sus mejores bazas en los limitados espacios del teatro independiente. Como explicaba en una entrevista en 1996 una de sus protagonistas, la actriz Tina Sainz "...tras la huelga los actores impusimos unas condiciones laborales que las compañías no podían sostener y de hecho la mayoría desaparecieron. La iniciativa privada dejó de producir y los teatros han tenido que recurrir a las subvenciones para sobrevivir. Esto al poder le viene muy bien, porque tiene un teatro complaciente y de paso neutraliza la crítica".
La crónica de la huelga y sus vicisitudes fueron recogidas en el libro El espectáculo de la huelga, la huelga del espectáculo, que por presiones de la censura no pudo publicarse hasta un año después. El acto de presentación (15 de mayo de 1976), previsto para realizarse en la Sala Cadarso, fue suspendido por las autoridades gubernamentales con el pretexto de que «Un teatro no es un lugar adecuado para estos actos que deben celebrarse cuando más, en una librería».

## Los actores y cantantes en la huelga
El periodista Antonio Gómez (que ya estuvo presente en un épico episodio como componente de las Madres del Cordero en la efímera puesta en escena de la Castañuela 70) hace un detallado relato dedicado a lo que denomina «héroes y villanos» en la huelga de actores de 1975.
Sara Montiel se mostró decididamente a favor de la causa. Entró por sorpresa en el local donde estaba reunida la asamblea para unirse de forma presencial a las reivindicaciones, y dijo: “Con nuestro pan y nuestro trabajo no puede jugar nadie”. También simpatizó Tomás Zori, director de la compañía de su nombre, que mantuvo a sus bailarinas el 50 % del sueldo para que pudieran resistir durante la huelga.
Por su parte, el actor Luis Prendes, que había apoyado inicialmente las reivindicaciones, acabó abandonando la comisión de los once por considerarla demasiado politizada. También se echaron atrás los directores de TVE Alberto González Vergel y Juan Guerrero Zamora, que en el último momento decidieron no firmar su adhesión.
Antonio Gómez califica como «bufonada» la que protagonizó Manolo Gómez Bur, de pasado republicano, y actor-empresario en 1975. Fue uno de los primeros en subir al escenario, el 11 de febrero, pero de pronto se quedó in albis y, cayendo de rodillas en el tablado, pidió perdón al espantado público. Tras esa crisis, el teatro en el que actuaba cerró por algunos días. Gómez también menciona algunas «traiciones» a la causa, como la del cantante Patxi Andión, quien, después de presumir en una entrevista por la Cadena SER de que se unía a la huelga, acabó subiendo al escenario de la Discoteca JJ, de Madrid, en el que estaba esos días citado, y cantó todo lo que le pidieron. Otra «traición» fue la de la cantante Cecilia, que, después de que otros dos compañeros de la profesión (Rosa León y el chileno Guillermo Basterrechea) se negaran a cantar en el programa de TVE “Estudio 14,15”, no dudó en sustituirlos.
Otro incidente se produjo en la movida asamblea del sábado 8 de febrero, cuando el actor Jesús Puente (vocal de los actores en el sindicato oficial) quiso convencer a los reunidos para que volviesen al trabajo. Ante la indignación-desorientación más o menos general, apareció la actriz y vedete Esperanza Roy, quien rompió una lanza en favor de la huelga, pero encontró su oposición en Antonio Martínez Emperador, presidente provincial del Sindicato del Espectáculo (sindicato vertical franquista), quien llegó a agredir a la actriz. Aun así, Roy “tuvo el temple de detener a sus iracundos compañeros de profesión para que no vengaran la afrenta”.
El viernes 7 de febrero se produjo un gesto de rebeldía durante la entrega en Valencia de unos premios de interpretación, con la asistencia de numerosos invitados oficiales, entre los que destacaban dos exministros, el gobernador civil y Pilar Franco. Los actores premiados eran Irene Gutiérrez Caba, Julián Mateos, Lola Herrera y Manuel Dicenta (difunto y representado por su hijo Daniel Dicenta). "Tras recoger galardones, Mateos solicitó la palabra, sin poder hacerlo ante la oposición de las autoridades presentes. Los cuatro actores, como uno solo, dejaron sobre la mesa la estatuilla que les acababan de dar y abandonaron la sala".

### Participación femenina
Periódicos, cronistas y protagonistas parecen coincidir en sus memorias en el doble timbre de carácter y vistosidad que las actrices españolas le pusieron al mensaje de la huelga. Pues, si bien es cierto que tanto en la mesa de negociación, sus comités y algunos listados aparece la proverbial mayoría de varones, no es menos cierto que las grandes escenas las protagonizaron mujeres. Queden anotadas, y muchas de ellas ya comentadas, las que firmaron con sus diferentes estilos y objetivos: María José Alfonso, Flora María Álvaro, Ana Belén, Gloria Berrocal, Enriqueta Carballeira, Rocío Dúrcal, Lola Flores, Pepa Flores (Marisol), Yolanda Monreal, Sara Montiel, Lina Morgan, Eugenia Roca, Esperanza Roy, Tina Sainz, Alicia Sánchez, Concha Velasco y un largo etcétera.

## Reconocimientos
En el cuadragésimo aniversario de la huelga de 1975, los actores y actrices que la protagonizaron recibieron el reconocimiento “Abogados de Atocha 2015”. El premio fue recogido de forma simbólica en nombre de todos los protagonistas de la huelga por los actores Concha Velasco (75 años de edad) y Juan Diego (73 años de edad).